# Streptocarpus hildebrandtii
Streptocarpus hildebrandtii är en tvåhjärtbladig växtart som beskrevs av Wilhelm Vatke. Streptocarpus hildebrandtii ingår i släktet Streptocarpus och familjen Gesneriaceae. Inga underarter finns listade i Catalogue of Life.